# Paterson (Unternehmen)

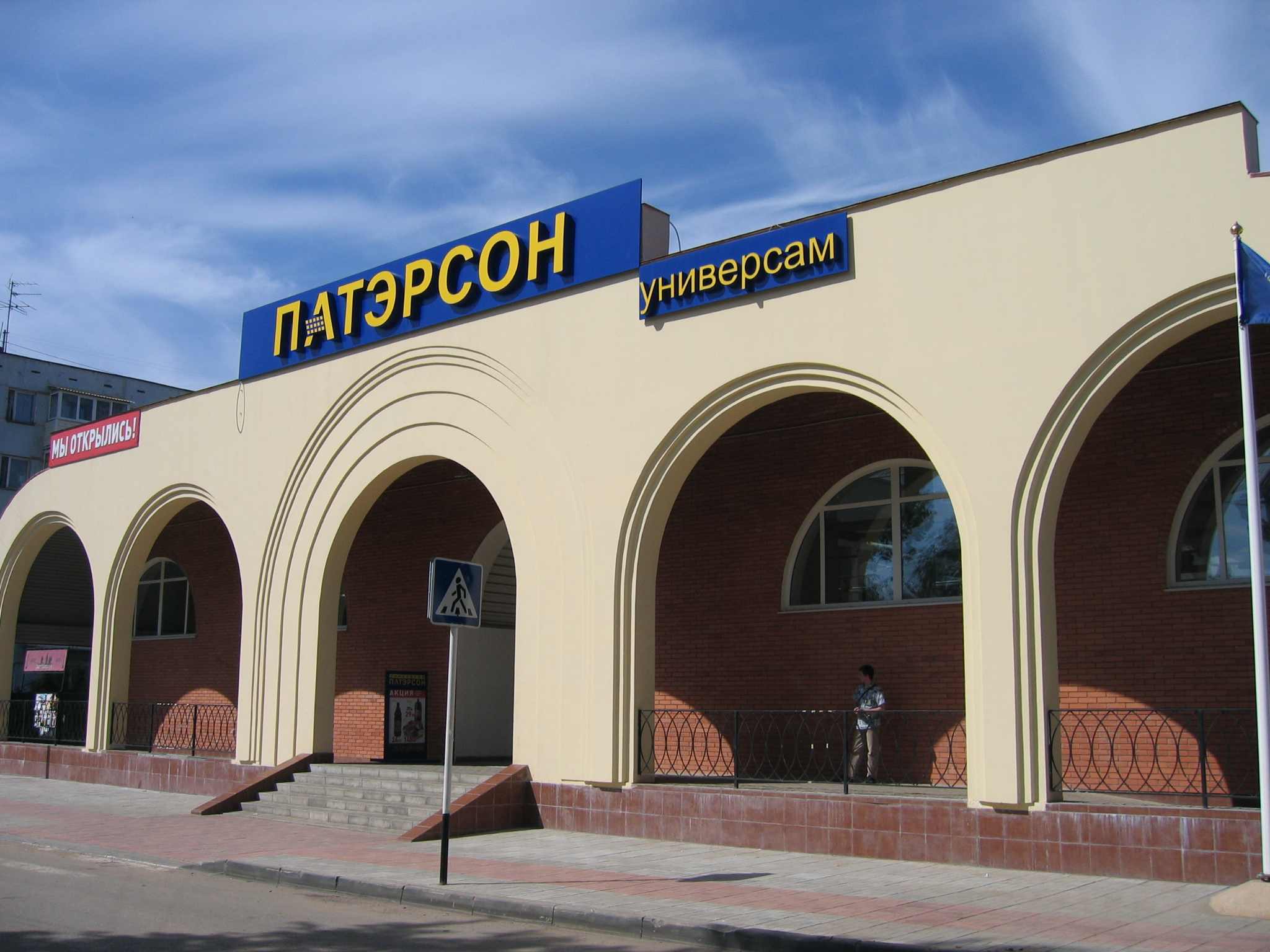
Außenansicht eines Paterson-Marktes in Swenigorod bei Moskau, 2007

Paterson (russisch Па́тэрсон) war von 1997 bis 2010 eine Supermarktkette in Russland.
Das Handelsunternehmen Paterson wurde 1997 von den Brüdern Alexei und Konstantin Mauerhaus als Limited Company Omega-97 gegründet. Der erste Markt entstand 1998 in der Moskauer Vorstadtsiedlung Schulebino. Im Jahre 2002 startete Paterson mit der Eröffnung der ersten Märkte in Sankt Petersburg und in Twer seine Aktivität außerhalb der Moskauer Region. Ende 2006 zählte die Kette bereits 92 Filialen in 13 Regionen Russlands sowie – seit 2005 – auch in der ukrainischen Hauptstadt Kiew.
Ende 2009 wurde Paterson zu 100 Prozent vom Einzelhandelskonzern X5 Retail Group (zu dem u. a. die Ketten Pjatjorotschka und Perekrjostok gehören) übernommen. Größter Gesellschafter der X5 Retail Group ist die Alfa Group von Michail Fridman.